# 호머 헐버트
호머 베절릴 헐버트(영어: Homer Bezaleel Hulbert, 1863년 1월 26일 ~ 1949년 8월 5일)는 미국의 감리교회 선교사, 사학자, 7개국어를 구사하는 언어학자, 조선에서 영어를 가르쳤던 교육자, 독립신문 발행을 도운 언론인, YMCA 초대회장, 한국어 연구와 보급에 앞장선 한글학자였다. 또한 고종을 도와 대한제국 말기 국권수호를 적극 도왔으며 일제강점기 한국의 독립운동을 지원한 독립운동가였다.
그의 한국식 이름은 헐벗 또는 흘법(訖法), 허흘법(許訖法), 할보(轄甫), 허할보(許轄甫)였으며, 한국어에 능통하였고, 한글의 우수성과 과학성에 매료돼 미국 언론과 영문 잡지에 기고와 논문을 통해 한글과 한국문화를 홍보했고, 한글에 띄어쓰기 도입을 적극적으로 권장하여 오늘날 띄어쓰기가 보편적으로 한글에 도입되도록 한 장본인이기도 하다.
고종 황제의 최측근이 되어 보필 및 자문 역할을 하여 미국 등 서방 국가들과의 외교 및 대화 창구 역할을 했다. 고종 황제로부터 두터운 신임을 얻은 외국인으로 고종황제로부터 세번이나 특사로 임명되어 활동했다. 대한제국의 독립 운동을 지지하고 지원하였으며, 1907년 헤이그 밀사 파견을 돕고 그 또한 특사가 되어 직접 헤이그로 가서 활동하였다. 1919년에 있었던 3.1운동도 적극적으로 지지했다. 독립운동가인 안중근 의사가 존경한 인물이기도 한데, 안중근은 일본경찰에게 조사를 받던 1909년 12월 2일에 "한국인이라면 헐버트를 하루도 잊어서는 안 된다."는 말을 남겼다. 오늘날 한국에서는 대한제국 시대 언론인으로 활동했던 영국인 어니스트 배델과 더불어 헐버트를 '한국인들이 가장 좋아하는 외국인 1위'로 꼽히기도 했다.
1949년에 한국 정부의 초청을 받아 광복절 기념식에 참가하고자 86세의 노구를 이끌고 40년만에 다시 내한하였으나 누적된 여독으로 인해 입국한지 7일만인 8월 5일에 별세하였다. "내가 젊은날 사랑했던 한국땅에 묻히고 싶다"는 평소 고인의 유지에 따라 '양화진 외국인 선교사 묘역'에 안장되었다.

## 생애

### 어린 시절
헐버트는 1863년 1월 26일 미국 버몬트주 뉴헤이번에서 아버지 칼빈 헐버트와 어머니 메리 우드워드로 사이에서 3남 3녀중 차남으로 태어났다. 그의 아버지는 미국 버몬트주 미들베리 대학교 총장이었던 칼빈 헐버트 목사였다. 어머니는 다트머스 대학교 창립자 엘리저 윌록의 외증손녀인 메리 우드워드로, 그녀의 아버지는 스리랑카와 인도에서 활동했던 선교사였던 관계로 어머니는 스리랑카에서 태어났다. 그는 ‘원칙이 승리보다 중요하다(Character is more fundamental than victory)’라는 가훈 속에서 성장하였다.
1882년 조미수호통상조약을 체결한 조선은 영어와 근대식 교육을 담당해줄 교사 파견을 미국에 요청했다. 1884년 여름, 미국 교육위원장 이튼(John Eaton)은 대학선배인 헐버트의 아버지에게 아들 중 1명을 조선에 교사로 파견하는게 어떻겠냐는 제안을 하였다. 이 소식을 접한 호머 헐버트는 자원하여 조선에 가겠다고 하였다. 그러나 조선으로 떠날 준비를 하던중에 1884년 12월 갑신정변으로 인해 계획이 연기되었다. 다트머스 대학을 졸업한후 유니언 신학교에서 공부를 하고 있었던 헐버트는 포기하지 않고 조선과 동아시아에 대해 공부하며 준비를 계속하였다. 조선의 정국이 안정되자 헐버트는 조선에 가기위해서 1886년에 유니언 신학교에서의 학업을 중단했다.

### 입국후 활동
벙커(Bunker), 길모어(Gilmore)와 함께 1886년 7월 5일 제물포에 도착한 호머 헐버트는 곧바로 서울로 향했다. 이들은 조선 최초의 국립 근대식 학교인 육영공원(育英公院) 교사가 되었고 헐버트는 영어와 지리를 가르쳤다. 1888년 3월경부터는 하루 2시간씩 제중원 학당에서도 학생들을 가르쳤다. 헐버트는 입국직후부터 한국어 공부를 시작했는데 학생들을 제대로 가르치기 위해서는 한국어 학습이 필수라고 생각했다고 한다. 그래서 자비로 개인교사를 고용하여 한국어를 배웠다. 그의 회고록에는 "배우기 시작한지 4일만에 한글을 읽고 썼으며, 1주일 만에 조선인들이 위대한 문자인 한글을 무시하고 있다는 사실을 발견했다"고 적혀있다. 한국어 학습에 매우 적극적이었던 그는 3년만에 한글로 책을 저술할 정도의 실력을 갖추게 되었다.
고종은 육영공원 학생들을 궁으로 불러 영어시험을 치르도록 하였는데, 고종이 영어 문제를 직접 읽는 경우도 있었다 한다. 그런데 고종은 영어를 모르는데도 불구하고 한글로 발음이 표기된 것을 보고 영어문장을 읽는 모습을 본 헐버트는 별도의 발음기호 없이 직접 영어 발음을 표기할 수 있는 한글의 우수성을 깨닫고 본격적으로 연구하기 시작했다고 한다.

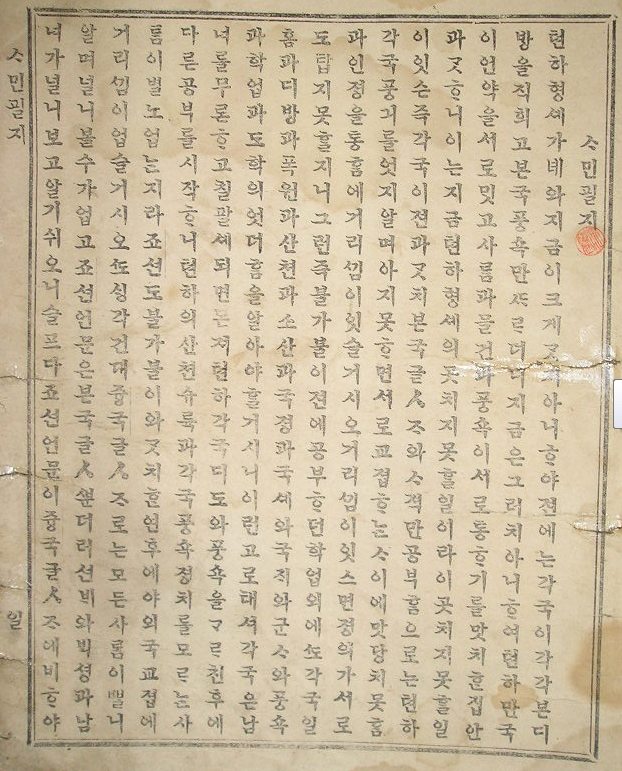
육영공원의 교사였던 호머 헐버트가 집필한 최초의 한글 교과서 사민필지.

1889년, 헐버트는 한국 최초의 순한글 지리 교과서인 《사민필지》를 저술하여 육영공원 교재로 사용하였다. 이 책에는 전세계의 지리, 사회, 문화에 대한 내용을 담고 있었다. 그는 책의 서문에서 조선의 지배층이 한자만을 고집하고, 한글을 업신여긴다고 기록하였다. 또한 평소 "한글은 현존하는 문자 가운데 가장 우수한 문자"라면서 어려운 한자 대신 한글애용을 권장했다. 육영공원에서 교직으로 근무했을 때 헐버트는 외국 서적의 번역 작업과 외국에 대한 정보 알림 활동을 벌여 많은 서적과 기사를 번역, 저술했다.
1890년 여름, 조랑말을 타고 아펜젤러, 모펫과 함께 평양을 방문하였다. 조선주재 미국공사의 요청으로 평양 근교의 석탄 광산의 실태를 파악하는게 목적이었다. 아펜젤러와 모펫은 선교 정보를 얻기 위하여 동행하였다. 이듬해인 1891년에 일본 영자신문 《재팬메일(The Japan Weekly Mail)》에 6월 6일부터 10월 24일까지 10회에 걸쳐 평양 여행기를 연재하여 조선 내륙의 특성과 평양이라는 옛 도시를 역사, 문화, 지리 측면에서 국제사회에 최초로 소개했다. 또한 구전으로만 전해오던 아리랑을 처음으로 채보하였다.
그러던 중, 조선 정부에서 재정상의 이유로 육영공원을 축소 운영하게 되자, 헐버트는 1891년에 교사직을 사임하고 미국으로 돌아가게 된다. 미국으로 돌아간후 오하이오 주에 있는 풋남군사학교 교장에 취임한 그는 저술활동을 병행하였다. 1892년 <한글>(The Korean Alphabet)이라는 논문을 시작으로 한글과 한국 문화에 대한 논문을 발표하였으며, 1903년 미국 스미스소니언협회 연례 보고서에 한글에 대한 우수성에 대한 논문을 발표하였다.

### 선교사로 재입국
헐버트는 미국 감리교회의 선교사 파송 준비과정을 마치고 선교사 자격으로 1893년 10월 14일, 다시 조선에 입국하여 선교활동을 하였다. 그는 감리교 출판부인 삼문출판사의 책임을 맡았으며, 배재학당에서 학생들을 가르쳤다. 배재학당에서 이승만, 주시경 등이 그의 가르침을 받았다. 그는 한성부에 오기 전 미국의 한 출판사에서 출판에 대한 교육을 받고 왔으며 신시내티에서 신식 인쇄기를 들여왔다. 삼문출판사는 그가 부임한 지 1년이 안 되어 전도지와 종교 서적 1백만여 면을 인쇄하여 경영을 자급자족할 수준에 이르렀다. 1895년 2년간 휴간했던 영문 월간지 '한국소식'을 다시 발행하였고, 최초의 영문 소설 한국어 번역판인 '텬로력뎡'(천로역정)을 출판하였다. 그해 8월에 한글 로마자 표기법을 고안하였다.
1895년 10월 8일 명성황후 시해 사건이 일어났는데, 당시 그는 언더우드 그리고 에비슨과 함께 고종의 침전에서 불침번을 섰다고 한다. 1896년 4월 서재필, 주시경 등과 함께 우리나라 최초의 민간 신문인 〈독립신문〉을 발간하였다. '독립신문'은 헐버트가 책임자로 있던 삼문출판사에서 인쇄하였다. 또한 배재학당에서 가르쳤던 제자 주시경과 함께 한글을 연구하며 띄어쓰기, 마침표, 쉼표를 도입했으며 국문연구소의 필요성을 고종에게 여러차례 건의하기도 했다.
1897년 5월 조선정부와 고용계약을 맺고 학생수 50명이 되는 한성사범학교의 책임자가 되었으며, 관립영어학교에서도 학생들을 가르쳤다. 1900년부터 1905년까지 현 경기고등학교의 전신 관립중학교의 교사로 재직하였으며 일본의 부당성을 지적하는 다양한 사회활동을 전개하였다. 1901년부터 영문 월간지 'The Korea Review'를 발행하였다. 헐버트 부인도 이화학당에서 음악을 가르쳤으며 외국인 자녀들을 자신의 집에서 가르쳤다.
헐버트는 현 동대문교회인 볼드윈 교회를 맡아 담임목회를 하였다. 이때 외국 서적의 번역 작업과 외국에 대한 한국 홍보 활동을 벌여 많은 서적과 기사를 번역, 저술했다. 한국의 역사에도 많은 관심을 기울여 1903년에 윤기진이 쓴 조선역사서 '대동기년(大東紀年)'의 출판을 도왔고, 1908년에는 관립중학교의 제자 오성근과 함께 '대한역사'라는 순 한글 역사 교과서를 출판하였다. 이 책은 상,하권으로 기획되었으나 하권은 출간하지 못하고 상권만을 발행하였다. 이마저도 1909년 일제의 검열에 의하여 금서조치되어 일본 경찰에 의하여 출판사에 있던 책이 모두 몰수되어 불태워졌다.

### 독립운동 지원
1890년대 중엽에 조선은 일본제국으로부터 위협을 겪게 되는데, 헐버트는 일제의 이러한 침탈 행위를 목격하면서 조선의 국내 및 국제 정치, 외교문제에 관심을 가지게 되었고, 조선의 자주권회복 운동에 헌신하기 시작한다. 1895년 을미사변 이후 헐버트는 고종을 호위하고, 최측근 보필 역할 및 자문 역할을 하여 미국 등 서방 국가들과의 외교 및 대화 창구 역할을 해왔다. 헐버트는 고종의 신뢰를 가장 많이 받은 외국인이었다.
헐버트는 1903년부터 타임스의 객원 특파원을 지냈으며, 1904년에는 AP 통신의 객원 특파원을 지냈다. 그는 러일전쟁을 깊이 있게 취재하여 송고하였다.
1905년, 일본 제국이 대한제국의 외교권을 빼앗는 을사늑약 사건이 있은 후에 헐버트는 을사늑약의 불법성과 무효성을 국제사회에 알리려 했으며, 대한제국의 자주독립을 주장하고자 하였다. 1905년 고종황제로부터 특사로 임명받았다. 그가 부여받은 임무는 을사늑약의 무효성을 알리는 고종 황제의 친서를 미국 대통령 루즈벨트에게 전달하는 것이었다. 헐버트는 자기 임무를 주한 미국공사에게 통고한 후 바로 출발했다. 그러나 워싱턴에서 루즈벨트는 물론 국무장관 엘리후 루트(Elihu Root)조차도 면회할 수가 없었다. 그래서 그는 미국 상원 외교위원회에 제출한 성명서에서 다음과 같이 말하였다.
| “ | 나는 대통령이 친서를 열렬히 환영할 것으로 추측하였기 때문에 친서를 접수하지 않는다는 회답은 실로 청천벽력이었다. 여러가지로 그 이유를 생각해 보았으나 전혀 이해할 수가 없었다. 내가 친서를 가지고 국무성을 방문했을 때에도 그들은 바빠서 만나줄 수 없다는 것이었다. 이 순간에 한국이 사경(死境)에 직면하여 고민하고 있는 것을 상기하고 한미 양국은 우호조약상 약속이 있는 것과 양국의 공사관이 서울과 워싱턴에 주재하고 있다는 사실을 생각해 달라고 말했다. 나는 이런 조치가 단순한 부주의에 의한 것이 아닌가 단정했다. 황제 친서의 거부는 분명히 미리 계획된 것으로 여겨지고 다른 거부의 이유는 있을 수 없었다. 국무성 당국자로부터 내일 오라는 말을 듣고 이튿날 다시 찾아갔으나 역시 바쁘니 내일 오라고 거절당했다. 나는 백악관으로 달려가 면회를 청하자 로비에 비서가 나와서 단도직입으로 그 친서 내용은 다 알고 있으니 국무성에 가서 적당히 해보라고 말하는 것이었다. 나는 또 이튿날을 기다려야 했다. 그러나 내가 최후로 면회 허가를 받은 전 날, 행정부는 아직 전달은 되지 않았으나 친서 내용도 알고 있으면서 황제와 조정에는 일언반구도 없이 한말 조정과 백성은 일본 정치에 대하여 만족하고 있다는 일본 측의 일방적인 성명서를 접수하였다. 주한 공사관에는 철수 명령을 타전하고 한국 조정과 일체의 통신 연락을 두절하여 버렸다. 그리고 나서야 비로소 나에게 면회가 허가되었던 것이다. | ” |

미국은 이미 1905년 7월에 가쓰라-태프트 밀약을 맺어 일본의 한국 지배권을 인정한 후였기 때문이다. 고종이 특사를 통해 친서를 전달하려한 것은 1882년에 조선과 미국간에 체결한 조미수호통상조약을 근거로한 정상적인 외교행위였다. 미국의 루즈벨트 대통령은 노벨상 수상자 답지 않게 힘의 논리에 충실하여 약소국과 체결한 국가간조약을 무책임하게 져버린것이다. 조미수호통상조약을 정면으로 위반한 미국으로 인해 일제의 대한제국 강점은 가속화의 길을 걷게 되었다.

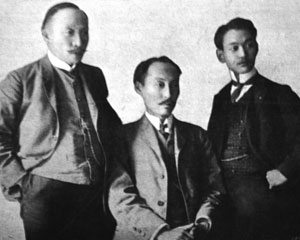
헤이그 특사인 이준, 이상설, 이위종. 헐버트 박사는 이들을 네덜란드 헤이그로 파견하는 데 크게 일조했다.

이후 미국을 비롯한 열강국가들에 을사늑약의 부당함을 알리는 역할을 하기도 하였다. 1907년 고종의 밀서를 받아, 비밀리에 네덜란드 헤이그 만국평화회의장에 비밀 특사 3명들을 파견하는 데 크게 일조하기도 했다.(헤이그 특사 파견을 위해 통감부의 감시속을 피해 사전 작업에 크게 공헌하였다. 이로 인해 헐버트는 제4의 특사로 불리기도 한다.
그러나, 이를 눈치챈 일본 제국의 방해로 헤이그 특사들은 회의장에 입장조차 못했으며, 결국 실패로 끝나자 이것이 일본제국에 알려지게 되었고, 이를 빌미로 일본제국은 눈엣가시 같은 존재였던 헐버트를 대한제국에서 사실상 추방하였다. 1907년 7월 헤이그 평화 클럽에서 일본의 부당성을 질타한 후 서울로 돌아오지 못하고 미국으로 간 헐버트는 미국에서 서재필, 이승만 등의 미주 독립운동가들에게 적극 지원하여 활동에 힘을 보탰으며, 한국의 분리독립을 위해 미국 각지를 돌면서 일본제국의 침략행위를 비난하였고, 한국의 분리독립성을 호소하였다.

1942년, 워싱턴에서 열린 한인 자유 대회에서. 왼쪽부터 호머 헐버트 박사, 아메리칸 대학교 총장 폴 더글라스(Paul F. Douglas) 박사, 구미위원부 의장 이승만.

1908년 미국 매사추세츠주 스프링필드에 정착하여, 스프링필드 훼이스 회중교회에서 목사로 안수받았다. 그는 미국 전역과 전 세계에 각종 회의와 강좌에서 일본 제국의 침략에 규탄하였고 한국의 분리독립에 관한 글을 썼으며, 1918년에는 파리 강화회의를 위한 '독립청원서'를 여운홍과 함께 작성하였다. 그는 1919년 3·1운동 후에는 이를 지지하는 글을 서재필이 주관하는 잡지에 발표하였고, 미국상원 외교위원회에 일본의 잔학상을 고발하였다. 1942년에는 워싱턴 D.C에서 열린 한국자유대회에 참석하였다.
1944년 그는 '한국문제연구회'에서 간행하는 '한국의 소리'라는 책자에서 루스벨트 대통령이 을사조약 직후 고종황제의 청을 받아들이지 않아 동양의 역사가 바뀌었고, 미국이 친일 정책을 썼기 때문에 태평양 전쟁이 일어났다고 주장했다.

### 말년

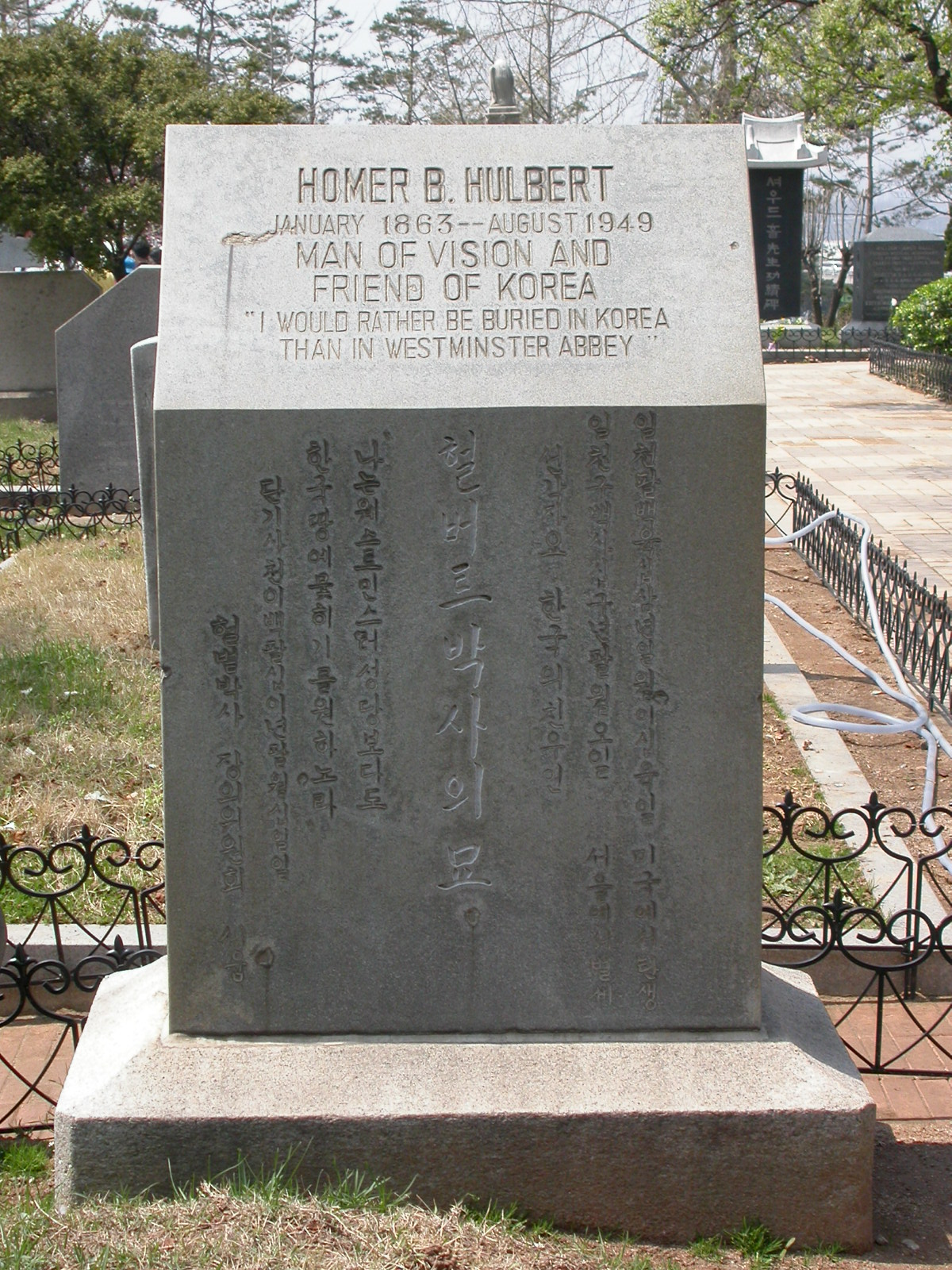
양화진 헐버트의 묘

제2차 세계대전이 끝난 후 한반도는 독립하였고, 1948년 대한민국이 수립된 이듬해인 1949년 7월 29일, 40년 만에 방한하였다. 그해 광복절 행사에 참석하고자 했으나 방한후 1주일 만인 8월 5일에 헐버트는 청량리 위생병원에 입원중에 사망하고 말았다. 86세의 노구를 이끌고 30 여일이 넘는 여행을 통해 쌓인 여독을 이기지 못했던것으로 보인다. 8월 11일에 최초의 외국인 사회장으로 영결식이 거행되었고, 이승만 대통령도 참석하여 장문의 추도사를 낭독하였다.
시신은 오늘날 양화진(楊花津) 외국인 묘지에 묻혔다. 이는 그가 생전에 "내가 젊은 시절 사랑했던 한국땅에 묻히고 싶다"고 여러차례 언급한적이 있는데 이런 고인의 뜻을 받든 것이었다. 헐버트는 샌프란시스코에서 대한민국으로 떠나며 언론과 가진 인터뷰에서도 "나는 웨스트민스터 사원보다 한국땅에 묻히기를 원하노라."라는 유언같은 말을 남겼다. 그의 첫째 아들 쉘던은 2살 때 사망하여 이미 양화진에 묻혀 있었다.
다만 아쉬웠던 것은 그에게는 두가지 소원이 있었는데 이것을 이루지 못하고 죽었다는 점이다. 첫번째는 통일된 한국을 보는 것이고 두번째는 고종의 내탕금을 찾는 것이었다. 고종은 자신의 사유재산인 내탕금중 상당금액을 1903년 상해에 있는 독일계 덕화은행에 예치해두었는데 이 사실을 헐버트에게 비밀리에 알리며 이를 찾아 대한제국의 독립운동자금으로 사용할 것을 부탁하였다. 이것이 고종으로부터 헐버트가 3번째 비밀특사로 임명되며 주어졌던 특명이었다.
헐버트는 지난 1907년에 일제에 의해 사실상 추방을 당하였는데 1909년에 한국 개신교 전래 25주년 기념식 참가를 명분으로 하여 미국정부의 보호하에 잠시 입국했었다. 가재(家財)를 정리하던중 고종황제의 밀명을 받은 헐버트는 상해로 가서 고종에게만 돈을 내준다는 덕화은행장의 확인서와 고종의 위임장, 주중 독일공사의 인증서, 예치금 영수증 등을 제출했으나 이미 일제가 이 돈을 불법적인 방법으로 빼돌려서 찾을수가 없었다.
당시 헐버트는 포기하지 않고 변호사를 고용해 통감부 초대 외무총장 나베시마가 쓴 인출금 영수증을 확인하고 관련 서류들을 모아 진술서를 만든 다음 미국 의회에 제출하는 등 돈을 돌려받으려는 노력을 계속했으나 뜻을 이루지 못했다. 그의 나이가 여든이 넘은 1948년에는 이승만 대통령에게 인출경위를 추적한 보고서와 관련 서류 일체를 보내기도 했다. 헐버트는 1949년에 내한했던 목적중에 하나는, 40년전에 일제가 고종황제의 독립운동자금을 불법적으로 갈취했다는 사실을 증거와 함께 널리 알리고, 일본정부에 공식적으로 항의하여 그 돈을 되찾음으로써 고종황제와 했던 약속과 40년전에 그에게 주어졌던 특사로서의 임무를 완수하고자 했던것으로 보인다.

## 사후

### 묘비 제막

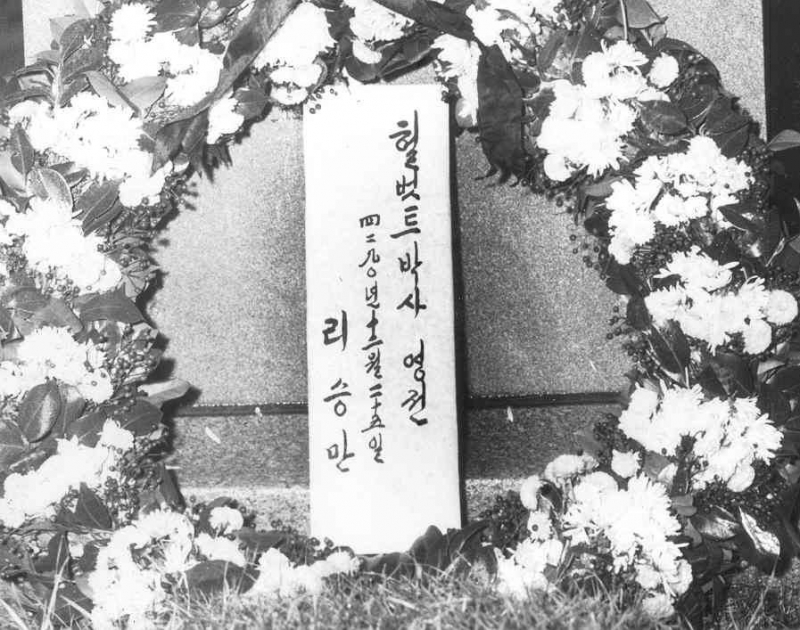
1957년 12월 25일, 이승만 대통령이 평생의 동지이자 스승인 헐버트 박사가 잠든 양화진을 방문할 당시 영정전 비석에 올린 자필 예문과 헌화.

헐버트 박사의 묘비에는 '나는 웨스트민스터 사원보다 한국 땅에 묻히기를 원하노라.'라는 그의 유언을 새겨져 있다. 그런데 지난 50년간 묘비의 중앙이 비어있었다. 원래는 이곳에 이승만 대통령이 묘비명을 써주겠다고 약속을 했으나 알 수 없는 이유로 성사되지 못했기 때문이다. 대신 그는 작은 추모 비석을 헌정하였다.
그 후 50년 동안 그 자리가 비어 있었는데, 서거 50주년을 맞아 1999년 당시 대통령이었던 김대중의 휘호를 받아 묘비명을 새겨넣었다. 중앙에 새겨진 '헐버트 박사의 묘'라는 한글 휘호가 김대중 전 대통령의 필적이다. 이는 지난 10년간 헐버트기념사업회 회장 신복룡 건국대교수와 집행위원장 정용호가 청와대에 지속적으로 청원을 하여 성사되었다.

### 상훈 추서

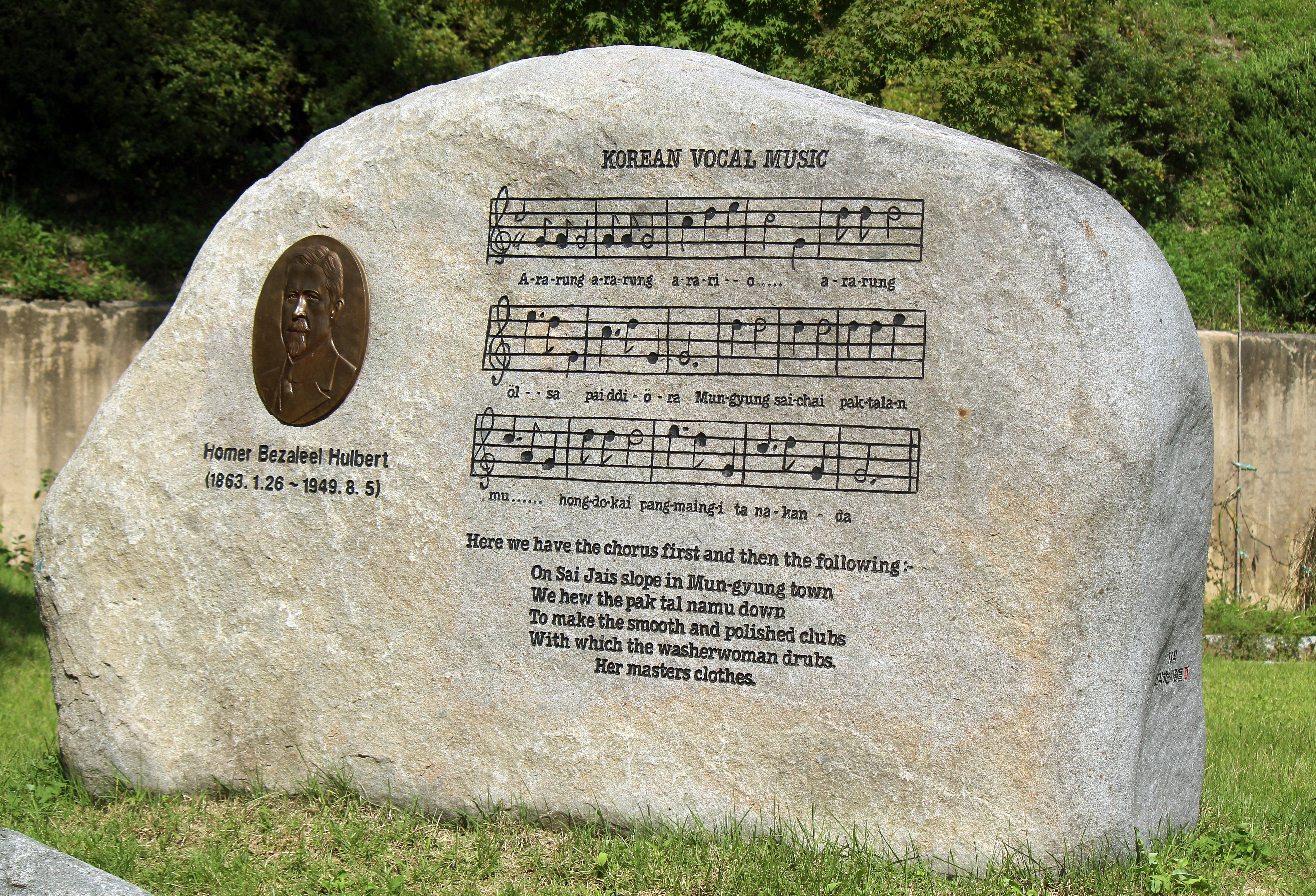
2013년 문경새재에 건립된 헐버트 아리랑비

1950년 3월 1일에 대한민국 정부에서 외국인 최초로 건국공로훈장 태극장(독립장)을 추서했다.
2009년, 마포구는 헐버트의 손자 내외인 브루스 헐버트(Bruce. Hulbert)씨와 마가렛츠 헐버트(Margarets. Hulbert)씨에게 마포구 명예구민증을 수여하였다.
2013년 7월, 국가보훈처에 의해 '이달의 독립운동가'로 선정되었다. 외국인으로는 최초이다. 아울러 마포구에서는 헐버트 박사의 증손자 킴벌 헐버트(미국거주) 에게 마포구 명예구민증을 수여하였다.
2014년 10월 9일에 한글 보전과 보급에 헌신한 공로로 대한민국정부에서 금관문화훈장을 추서했다.
2015년에는 (사)서울 아리랑페스티벌 조직위원회로부터 제1회 '서울 아리랑상'에 추서되었다.
전 대한매일신보 주필로 지냈던 영국인 어니스트 베델과 함께 조선 말기 '조선을 구하기 위해 활동한 대표적인 서양인'으로 손꼽히며, 오늘날 '대한민국에서는 한국인들이 가장 좋아하는 외국인 1위'로 꼽히기도 했다.

## 저술 활동
1892년 <한글>(The Korean Alphabet)이라는 논문을 시작으로 한글과 한국 문화에 대한 논문을 발표하였으며, 논문 〈한글〉에서 세종대왕의 한글 창제는 인류사에서 빛나는 업적이라고 칭송했다. 1903년 미국 스미스소니언협회 연례 보고서에 한글에 대한 우수성에 대한 논문을 발표하며, "의사소통의 매개체로서 한글이 영어 알파벳보다 우수하다"고 결론을 밝혔다. 이후 한국의 금속활자, 거북선 등에 대한 한국문화 관련 논문을 발표하였고, 영문으로 된 '한국의 역사'와 《대한제국 멸망사》(The Passing of Korea) 등을 저술, 편찬하여 미국 대중들이 한국을 이해하고 도울 수 있도록 노력하였다. 《대한제국 멸망사》는 그리피스의 〈Hermit Kingdom(은자의 나라 조선)〉과 이사벨라 버드 비숍의 〈Corea and her neighbors(한국과 그 이웃나라들)〉과 함께 조선 말기 3대 외국인 기록으로 꼽힌다. 그는 한국어와 한글에 대해서 깊은 관심을 가졌는데, 인도의 드라비다어와 한국어를 비교한 논문을 내기도 하였다.
- 1889 '사민필지' 저술
- 1892~98 The Korean Repository(영어판) / 간행물 한국소식(혹은 한국휘보)
- 1901~06 The Korea Review(영어판) / 간행물 한국평론
  - 헐버트 조선의 혼을 깨우다 (글 모음)
  - 1907 The Japanese in Korea: Extracts from the Korea Review
- 1903 Sign of the Jumna / 줌나의 기적
- 1903 대동기년
- 1903 Search for a Siberian Klondike
- 1905 The History of Korea / 한국사, 드라마가 되다
- 1905 Comparative Grammar of Korean and Dravidian
- 1906 The Passing of Korea / 대한제국멸망사
- 1925 Omjee - The Wizard / 마법사 엄지
- 1926 The Face in the Mist / 안개 속의 얼굴
- 1928 The Mummy Bride / 미라신부

연구서
- 김동진 / [평전] 헐버트의 꿈 조선은 피어나리!
- 김권정 / [평전] 헐버트
- 유성실 / H.B. 헐버트 선교사의 통전적 선교가 한국 근대교육과 사회문화 발전에 끼친 영향

## 상훈
- 1950년 대한민국 건국훈장 독립장
- 2014년 대한민국 금관문화훈장[39]
- 2015년 제 1회 서울 아리랑상

## 같이 보기
- 언더우드
- 육영공원
- 사민필지
- 대한제국 고종
- 서재필
- 헤이그 밀사 사건
- 띄어쓰기 - 한글에 띄어쓰기 도입

## 참고 자료
- 최보영, 육영공원 설립과 운영실태 재고찰, 한국독립운동사연구 42, 2012
- 한국사전, '헤이그 특사 이준 20일간의 외교기록'[깨진 링크(과거 내용 찾기)]
- '파란눈의 항일 투사'
- 《파란눈의 한국혼 헐버트》, 김동진 지음, 참좋은친구, 2010년
- 헐버트박사 기념사업회의 약력
- 한글 사랑한 미국인…'한글학자' 헐버트 재조명
- 한국인보다 더 한국을 사랑한 서양인, 헐버트
- 헐버트 박사